# Artiuszkino (obwód woroneski)
Artiuszkino (ros. Артюшкино) – wieś w Rosji, w obwodzie woroneskim, w rejonie annińskim. W 2010 liczyła 618 mieszkańców.